# Wahlen zum Senat der Vereinigten Staaten 1798 und 1799
Die Wahlen zum Senat der Vereinigten Staaten 1798 und 1799 zum 6. Kongress der Vereinigten Staaten fanden zu verschiedenen Zeitpunkten statt. Es war die Halbzeitwahl (engl. midterm election) in der Mitte der Amtszeit von Präsident von John Adams. Vor der Verabschiedung des 17. Zusatzartikels wurden die Senatoren nicht direkt gewählt, sondern von den Parlamenten der Bundesstaaten bestimmt.
Noch vor der Wahl zum 6. Kongress fanden sieben Nachwahlen in Delaware, New Jersey, New York, South Carolina und Tennessee statt, da die Amtsinhaber zurückgetreten bzw. gestorben waren. In Delaware und New York betraf dies zweimal den gleichen Sitz. Die neu gewählten Senatoren gehörten jeweils der gleichen Partei wie ihre Amtsvorgänger an, zwei der Republikanischen Partei, die zur Unterscheidung von der 1854 gegründeten Grand Old Party meist als Demokratisch-Republikanische Partei oder Jeffersonian Republicans bezeichnet wird, die anderen der Föderalistischen Partei von Präsident Adams.
Zur Wahl zum 6. Kongress standen die 11 Sitze der Senatoren der Klasse II, die 1792 und 1793 für eine Amtszeit von sechs Jahren gewählt worden waren. Von diesen waren fünf Föderalisten, sechs Republikaner. Sechs Senatoren wurden wiedergewählt, jeweils drei Föderalisten und drei Republikaner, die anderen Sitze gingen jeweils an Angehörige der gleichen Partei wie die ausscheidenden Senatoren. Der wiedergewählte republikanische Senator Henry Tazewell verstarb kurz vor Zusammentritt des 6. Kongresses, so dass die föderalistische Mehrheit auf 22 zu 9 stieg. Kurz nach Beginn der ersten Sitzungsperiode wählte das Parlament von Virginia einen Nachfolger, was das Verhältnis der Parteien im Senat auf 22 zu 10 verschob.

## Ergebnisse

### Wahlen während des 5. Kongresses
Die Gewinner dieser Wahlen wurden vor dem 4. März 1799 in den Senat aufgenommen, also während des 5. Kongresses.
| Staat          | Amtierender Senator         | Partei       | Nachwahl  | Datum             | Ergebnis                   | Neuer Senator     |
| -------------- | --------------------------- | ------------ | --------- | ----------------- | -------------------------- | ----------------- |
| Delaware       | John M. Vining              | Föderalist   | Klasse II | 19. Januar 1798   | von Föderalisten gehalten  | Joshua Clayton    |
| Delaware       | Joshua Clayton              | Föderalist   | Klasse II | 17. Januar 1799   | von Föderalisten gehalten  | William H. Wells  |
| New Jersey     | Franklin Davenport, ernannt | Föderalist   | Klasse I  | 21. Februar 1799  | von Föderalisten gehalten  | James Schureman   |
| New York       | Philip Schuyler             | Föderalist   | Klasse I  | 11. Januar 1798   | von Föderalisten gehalten  | John Sloss Hobart |
| New York       | William North, ernannt      | Föderalist   | Klasse I  | 24. August 1798   | von Föderalisten gehalten  | James Watson      |
| South Carolina | John Hunter                 | Republikaner | Klasse II | 6. Dezember 1798  | von Republikanern gehalten | Charles Pinckney  |
| Tennessee      | Daniel Smith, ernannt       | Republikaner | Klasse I  | 12. Dezember 1798 | von Republikanern gehalten | Joseph Anderson   |

- Republikaner bezeichnet Angehörige der heute meist als Demokratisch-Republikanische Partei oder Jeffersonian Republicans bezeichneten Partei.
- ernannt: Senator wurde vom Gouverneur als Ersatz für einen ausgeschiedenen Senator ernannt, Nachwahl nötig.

### Wahlen zum 6. Kongress
Die Gewinner dieser Wahlen wurden am 4. März 1799 in den Senat aufgenommen, also bei Zusammentritt des 6. Kongresses. Alle Sitze dieser Senatoren gehören zur Klasse II.
| Staat          | Amtierender Senator | Partei       | Datum             | Ergebnis                   | Neuer Senator    |
| -------------- | ------------------- | ------------ | ----------------- | -------------------------- | ---------------- |
| Delaware       | William H. Wells    | Föderalist   | 17. Januar 1799   | wiedergewählt              | William H. Wells |
| Georgia        | Josiah Tattnall     | Republikaner | 18. Januar 1799   | von Republikanern gehalten | Abraham Baldwin  |
| Kentucky       | John Brown          | Republikaner | 30. November 1798 | wiedergewählt              | John Brown       |
| Massachusetts  | Theodore Sedgwick   | Föderalist   | 14. Juni 1798     | von Föderalisten gehalten  | Samuel Dexter    |
| New Hampshire  | Samuel Livermore    | Föderalist   | 21. Dezember 1798 | wiedergewählt              | Samuel Livermore |
| New Jersey     | Richard Stockton    | Föderalist   | 1. November 1798  | von Föderalisten gehalten  | Jonathan Dayton  |
| North Carolina | Alexander Martin    | Republikaner | 12. Dezember 1798 | von Republikanern gehalten | Jesse Franklin   |
| Rhode Island   | Ray Greene          | Föderalist   | 1. November 1798  | wiedergewählt              | Ray Greene       |
| South Carolina | Charles Pinckney    | Republikaner | 6. Dezember 1798  | wiedergewählt              | Charles Pinckney |
| Tennessee      | Joseph Anderson     | Republikaner | 12. Dezember 1798 | von Republikanern gehalten | William Cocke    |
| Virginia       | Henry Tazewell      | Republikaner | 1798              | wiedergewählt              | Henry Tazewell   |

- Republikaner bezeichnet Angehörige der heute meist als Demokratisch-Republikanische Partei oder Jeffersonian Republicans bezeichneten Partei.
- wiedergewählt: ein gewählter Amtsinhaber wurde wiedergewählt.

### Wahl während des 6. Kongresses
Der Gewinner dieser Wahl wurde nach dem 4. März 1799 in den Senat aufgenommen, also während des 6. Kongresses.
| Staat    | Amtierender Senator | Partei | Nachwahl  | Datum            | Ergebnis              | Neuer Senator        |
| -------- | ------------------- | ------ | --------- | ---------------- | --------------------- | -------------------- |
| Virginia | vakant              | vakant | Klasse II | 5. Dezember 1799 | Zugewinn Republikaner | Wilson Cary Nicholas |

- Republikaner bezeichnet Angehörige der heute meist als Demokratisch-Republikanische Partei oder Jeffersonian Republicans bezeichneten Partei.

## Einzelstaaten
In allen Staaten wurden die Senatoren durch die Parlamente gewählt, wie durch die Verfassung der Vereinigten Staaten vor der Verabschiedung des 17. Zusatzartikels vorgesehen. Das Wahlverfahren bestimmten die Staaten selbst, war daher von Staat zu Staat unterschiedlich. Teilweise ergibt sich aus den Quellen nur, wer gewählt wurde, aber nicht wie.
Parteien im modernen Sinne gab es zwar nicht, aber die meisten Politiker der jungen Vereinigten Staaten lassen sich im First Party System der Föderalistischen Partei zuordnen, die Präsident Adams unterstützte, oder der Republikanischen Partei, die zur Unterscheidung von der 1854 gegründeten Grand Old Party meist als Demokratisch-Republikanische Partei oder Jeffersonian Republicans bezeichnet wird.

### Delaware
John M. Vining, Senator für Delaware seit 1793, trat am 19. Januar 1798 zurück und zog sich aus dem politischen Leben zurück. Am 19. Januar wurde Joshua Clayton zu seinem Nachfolger gewählt. Nachdem dieser am 11. August 1798 gestorben war, wurde am 17. Januar 1799 William H. Wells zu dessen Nachfolger gewählt, sowohl für den Rest der Amtszeit im 5. Kongress als auch für die folgenden sechs Jahre.

### Georgia
Josiah Tattnall, der erst 1796 als Senator für Georgia gewählt worden war, trat zur Wahl nicht mehr an. Zu seinem Nachfolger wurde Abraham Baldwin gewählt, der ebenfalls den Republikanern angehörte. Er setzte sich mit 42 zu 37 Stimmen gegen den Föderalisten Thomas P. Carnes durch.

### Kentucky
John Brown, der seit 1792 Senator für Kentucky war, erhielt schon im ersten Wahlgang eine Mehrheit von 31 Stimmen, im zweiten Wahlgang wurde er dann mit 36 Stimmen gewählt, während Benjamin Logan 22 Stimmen erhielt (erster Wahlgang 23), Stephen Ormsby sieben (erster Wahlgang elf).

### Massachusetts
Theodore Sedgwick, der seit 1796 Senator für Massachusetts gewesen war, verzichtete auf eine Wiederwahl, um sich als Abgeordneter ins Repräsentantenhaus der USA wählen zu lassen. Am 20. Juni 1798 wurde Samuel Dexter zu seinem Nachfolger gewählt. Er erhielt im Repräsentantenhaus von Massachusetts 102 von 156 Stimmen, im Senat des Staates wurde er anschließend ohne Gegenstimmen bestätigt.

### New Hampshire
Samuel Livermore, der seit 1792 Senator für New Hampshire war, war aufgrund seines Alters und seines Verhaltens innerhalb der Föderalisten umstritten. Am 7. Dezember 1798 wurde er mit Hilfe der Republikaner mit einer Stimme Mehrheit vom Repräsentantenhaus des Staates wiedergewählt. Der Senat vertagte die Wahl mehrmals, am 21. Dezember wurde er schließlich mit acht Ja- gegen vier Neinstimmen bestätigt.

### New Jersey
Richard Stockton, der seit 1796 Senator für New Jersey gewesen war, verzichtete auf eine weitere Kandidatur. Zu seinem Nachfolger wurde am 1. November 1798 Jonathan Dayton gewählt. Er erhielt in einer gemeinsamen Sitzung beider Häuser des Parlaments 26 Stimmen, sein Gegenkandidat Jonathan Elmer 22. Beide gehörten wie Stockton den Föderalisten an.
John Rutherfurd, der seit 1790 den Klasse-I-Sitz des Staates einnahm, trat am 5. Dezember 1798 als Senator zurück. Zu seinem Nachfolger wurde Franklin Davenport ernannt, der am 4. März 1799 von James Schureman abgelöst wurde, der am 21. Februar 1799 gewählt wurde. Im ersten Wahlgang war er noch dritter von vier fast gleichstarken Kandidaten gewesen, im dritten Wahlgang gewann er mt 26 Stimmen gegen Thomas Henderson, der 24 Stimmen erhielt.

### New York
Philip Schuyler, seit 1789 Senator für New York, trat am 3. Januar 1798 aus Gesundheitsgründen zurück. Am 11. Januar wurde John Sloss Hobart zu seinem Nachfolger gewählt. Er erhielt 72 Stimmen in der Versammlung des Staates, 28 im Senat, während seine fünf Gegenkandidaten zusammen nur auf 29 bzw. fünf Stimmen kamen. Hobart trat jedoch bereits am 16. April zurück, um ein Richteramt anzutreten. Zu seinem Nachfolger wurde William North ernannt, der vom 5. Mai bis zum 17. August im Senat saß. Am 24. August 1798 wurde James Watson gewählt. Er erhielt 57 Stimmen in der Versammlung, 30 im Senat, sein Gegenkandidat John W. Taylor erhielt 48 bzw. neun Stimmen.

### North Carolina
Alexander Martin, der seit 1793 Senator für North Carolina gewesen war, unterlag in der Wahl Jesse Franklin, der ebenfalls den Republikanern angehörte. Im neunten Wahlgang konnte dieser sich mit 89 zu 78 Stimmen gegen Benjamin Smith durchsetzen, der damals noch den Föderalisten zuneigte.

### Rhode Island
Ray Greene, der seit 1797 Senator für Rhode Island war, wurde am 1. November 1798 ohne Gegenstimmen wiedergewählt.

### South Carolina
John Hunter, Senator für South Carolina seit 1796, trat am 26. November 1798 zurück. Am 6. Dezember 1798 wurde Charles Pinckney zu seinem Nachfolger gewählt, sowohl für den Rest der Amtsperiode im 5. Kongress als auch für die folgenden sechs Jahre.

### Tennessee
Andrew Jackson, seit 1797 Senator für Tennessee, war am 1. April 1798 zurückgetreten. Zu seinem Nachfolger war Daniel Smith ernannt worden, der Tennessee bis zum Ende des 5. Kongresses im Senat vertrat. Am 12. Dezember 1798 fand eine Wahl in einer gemeinsamen Versammlung beider Häuser des Parlaments von Tennessee statt, in der beide Senatoren bestimmt wurden. William Cocke erhielt 28 Stimmen und den Senatssitz der Klasse II mit vollen sechs Jahren Amtszeit, Joseph Anderson, der vorher diesen Sitz gehalten hatte, erhielt 17 Stimmen und wechselte zum Sitz der Klasse I mit vier verbleibenden Amtsjahren. Daniel Smith erhielt 15 Stimmen, zwei weitere Stimmen gingen an Andrew Jackson und John Overton. Alle genannten Kandidaten gehörten den Republikanern an.

### Virginia
Die Nachwahl in Virginia wurde nötig, da der wiedergewählte Senator Henry Tazewell am 24. Januar 1799 vor der Konstituierung des 6. Kongresses gestorben war. Wilson Cary Nicholas wurde am 5. Dezember 1799 in einer gemeinsamen Abstimmung beider Häuser des virginischen Parlaments im zweiten Wahlgang mit 111 Stimmen gewählt. John Page hatte 49 Stimmen erhalten, drei weitere Politiker jeweils eine Stimme.